# 愛のナースカーニバル
「愛のナースカーニバル」（あいのナースカーニバル）は、Bon-Bon Blancoの3枚目のシングル。
フジテレビ系『志村流』エンディングテーマ。

## 収録曲
1. 愛のナースカーニバル
作詞：佐々木美和 作曲：大島こうすけ　編曲：night clubbers
2. We are B3〜放課後編〜
作詞：凛々　作曲・編曲：大島こうすけ
3. 愛のナースカーニバル (DJ ME-YA Mix de ハイテンション リミックス)
Remix：DJ ME-YA
4. 愛のナースカーニバル (inst.)